# Francis Hong Yong-ho
Francis Hong Yong-ho, né le 12 octobre 1906 à Pyongyang et mort à une date inconnue, postérieure à 1949, est un évêque catholique de Corée du Nord.

## Biographie
Ordonné prêtre le 25 mai 1933, Francis Hong Yong-ho est consacré évêque titulaire d'Auzia le 29 juin 1944 par Bonifatius Sauer avec comme co-consécrateurs Irenaeus Hayasaka (de) et Paul Marie Kinam Ro (de), et devient vicaire apostolique de Pyongyang. Il est emprisonné en 1949 par le régime de Kim Il Sung et est porté disparu à partir de cette date.
Le 10 mars 1962, le pape Jean XXIII le nomme néanmoins à la tête du diocèse de Pyongyang nouvellement constitué. À partir de cette date, les éditions successives de l'annuaire pontifical le portent comme évêque de Pyongyang et « disparu », sans qu'un nouveau titulaire du diocèse soit nommé.
En 2013, les évêques sud-coréens demandent l’ouverture d’un procès en béatification. Le 1er juillet, le Saint-Siège reconnaît officiellement la vacance du siège de Pyongyang et retire le nom de Francis Hong Yong-ho de l'annuaire pontifical, ce qui rend possible l'ouverture de ce procès.